# Trzej Bracia (Kamczatka)
Trzej Bracia (ros. Три Брата) – grupa trzech bazaltowych skał wystających ponad lustro wody w pobliżu Pietropawłowska Kamczackiego, przy południowo-wschodnim wybrzeżu Kamczatki, w miejscu, gdzie duża, oceaniczna Zatoka Awaczyńska (ros. Awaczinski Zaliw) zwęża się i przechodzi w zatokę wewnętrzną (nazywaną po rosyjsku Awaczinska Guba albo  Awaczinska Buchta), nad którą położony jest pietropawłowski port. Stanowią miejscową atrakcję turystyczną i symbol Pietropawłowska Kamczackiego. Traktowane są jako pomnik przyrody (памятник природы). Rejon tych skał został uznany za krajobrazowo-geologiczny pomnik przyrody 28 grudnia 1983 r., przy czym sam pomnik ma powierzchnię 0,2 ha, a jego strefa ochronna 78,3 ha. Skały znajdują się 300 m od brzegu, ale dostęp jest utrudniony ze względu na fakt, iż okoliczny teren zaliczany jest do obszarów wojskowych.  
Skały "Trzej Bracia" to  przede wszystkim fizyczna zapora chroniąca Pietropawłowsk Kamczacki i jego port przed tsunami, czasem więc te skały bywają nazywane "rozcinaczami fal" (ros. «волнорезы») albo "Bramą Pietropawłowska". Legendy rdzennej ludności miejscowej mówią, że są to trzej bracia-rybacy, którzy walczyli z duchem morskim o prawo połowu ryb. I kiedy ów duch nasłał na ich plemię wielkie fale – bracia wstali w obronie swego ludu i rozbili je; ponieważ jednak fale były zaczarowane, to zaczarowały też braci, którzy skamienieli i teraz po wsze czasy będą stać przed Pietropawłowskiem, żeby bronić go przed atakiem oceanu.

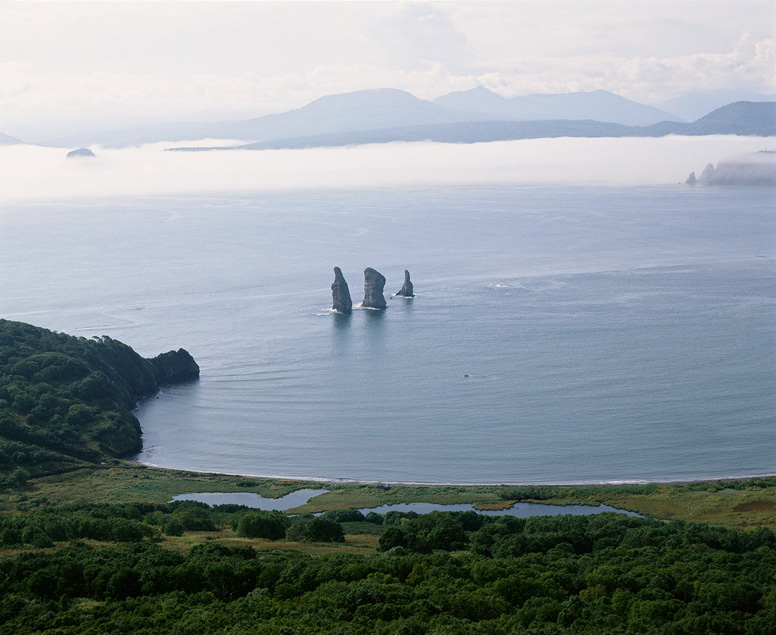
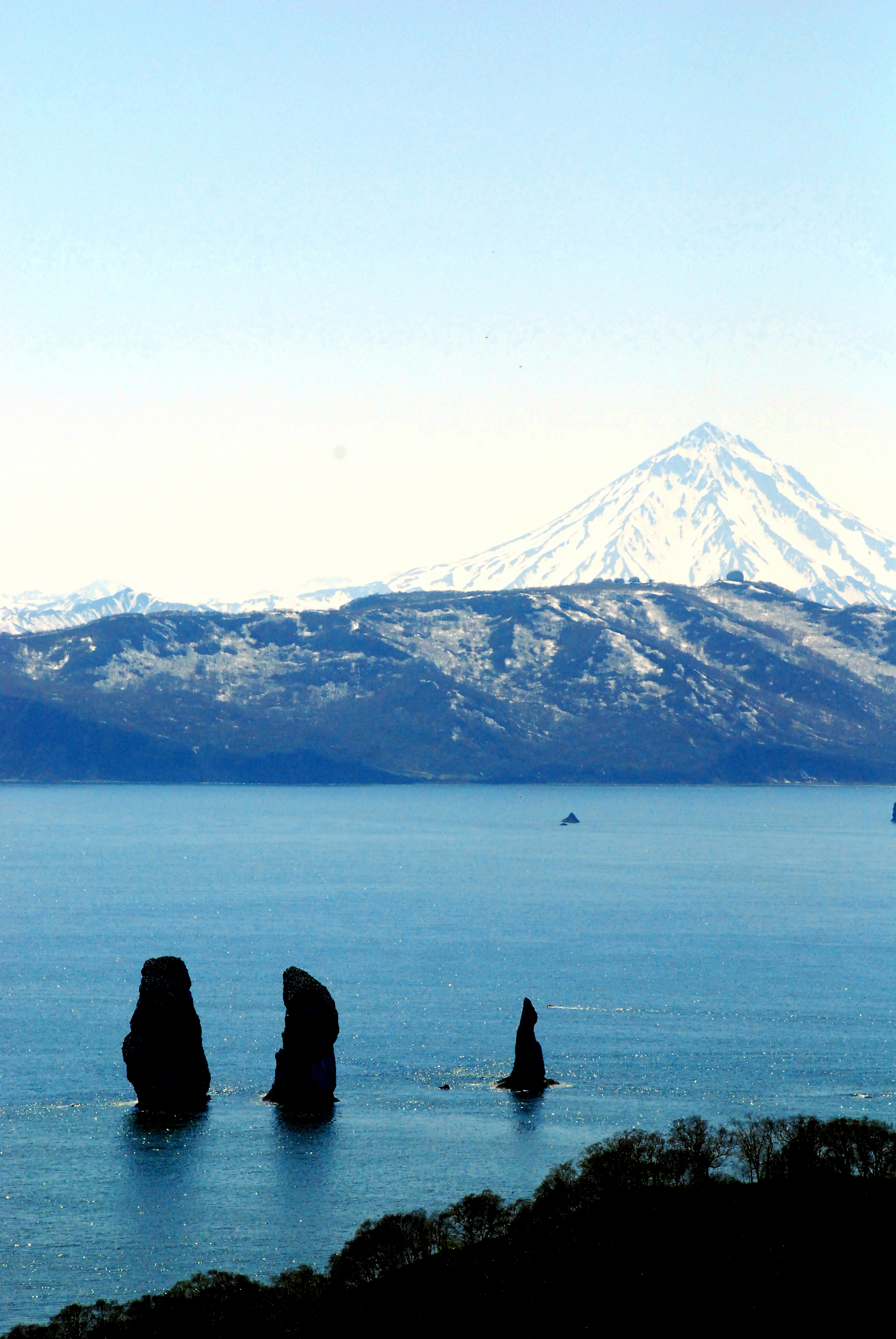
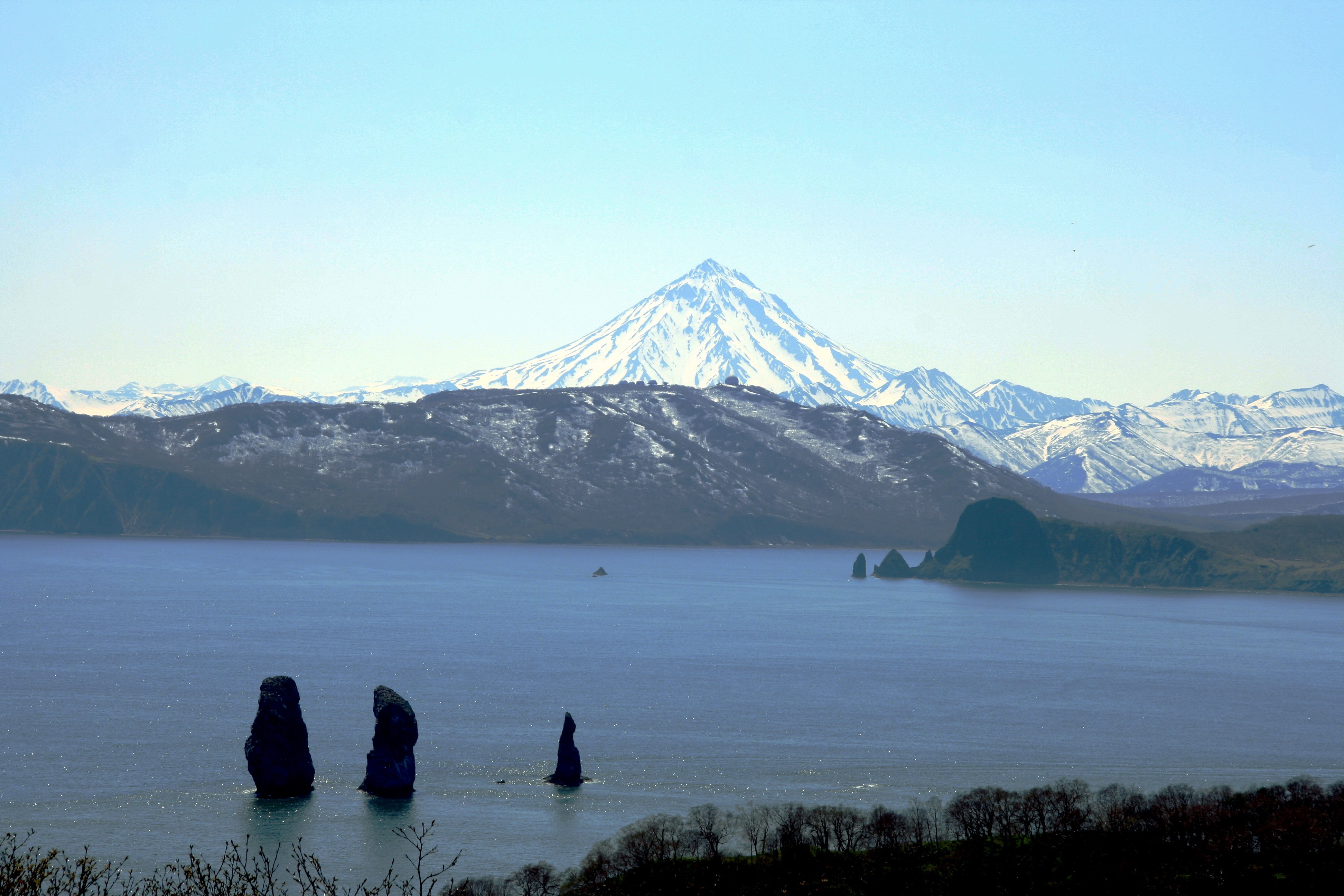
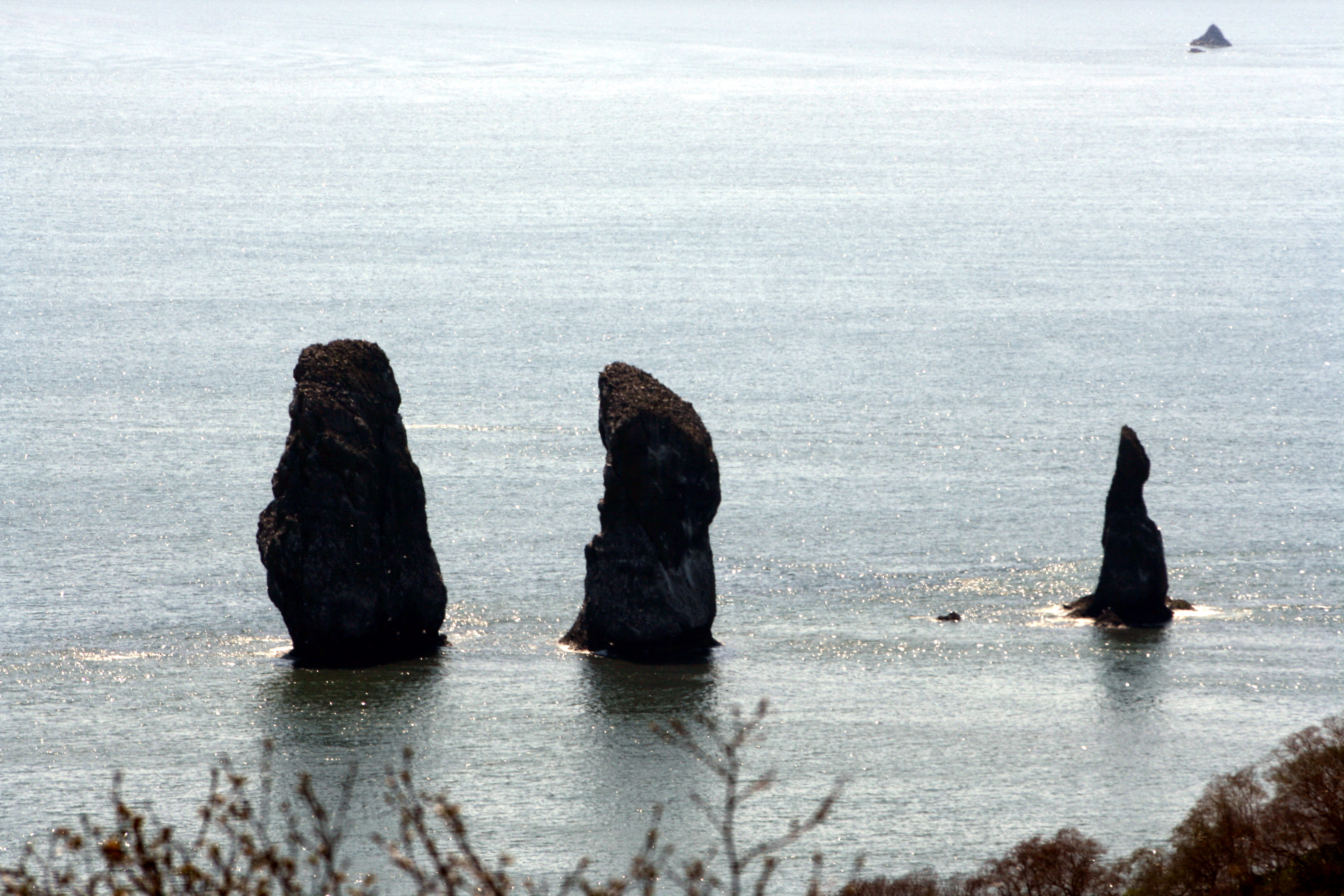
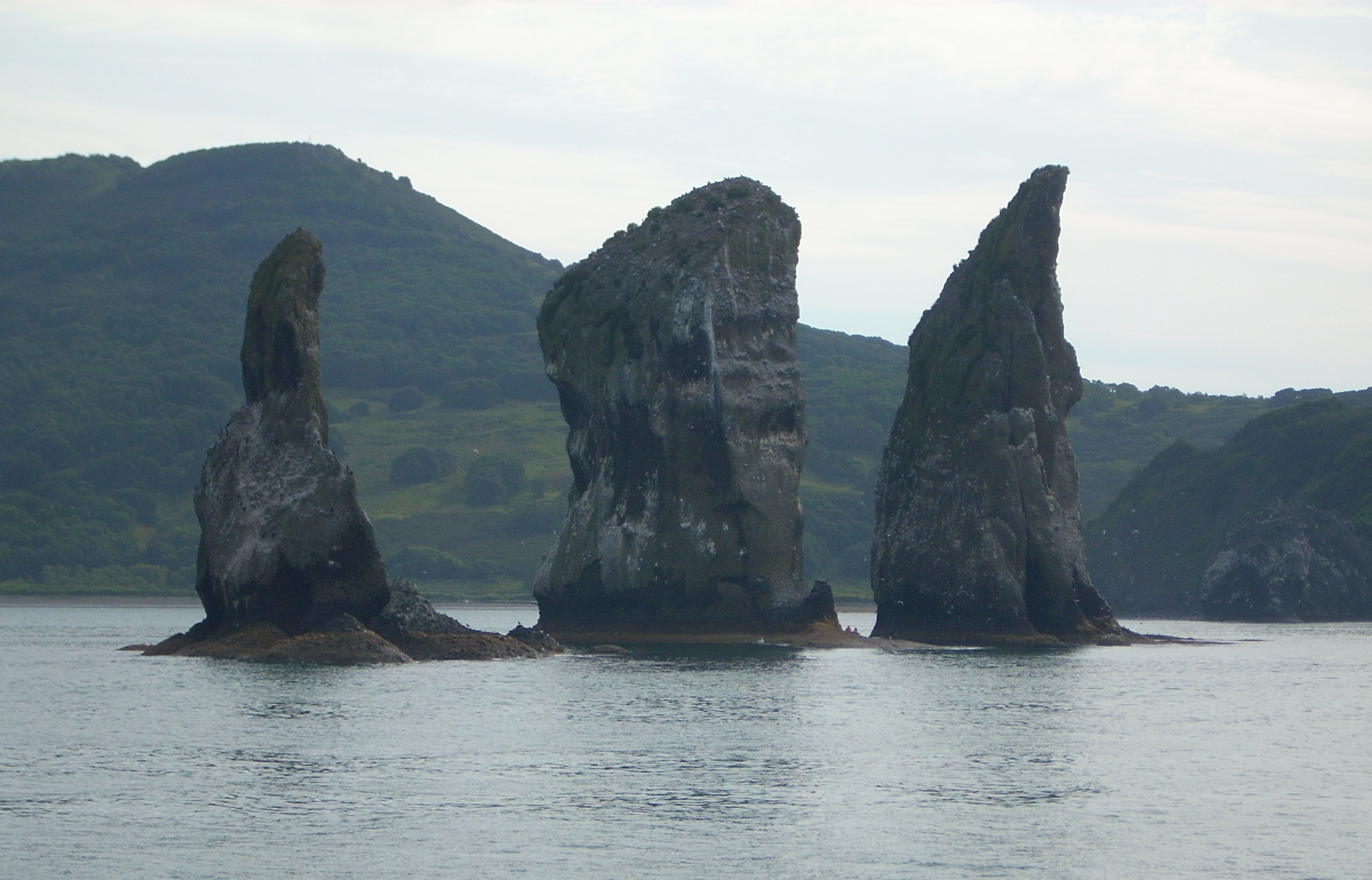